# Роберт Фиц-Свейн
Роберт Фиц-Свейн (англ. Robert FitzSwein; ум. после 1130) — английский аристократ, владевший феодальной баронией Рейли в Эссексе, сын Свейна Фиц-Роберта.

## Происхождение
Дедом Роберта был нормандец Роберт Фиц-Вимарк, точное происхождение которого неизвестно. В источниках указывается только имя его матери — Вимарк (Гимара), которая, возможно, была бретонкой. Возможно, что Роберт был незаконнорождённым отпрыском семьи герцогов Нормандских. Он переселился в Англию во время правления Эдуарда Исповедника, где не позже 1052 года построил замок Клаверинг в Эссексе. При королевском дворе он занимал должность конюшего, из-за чего в некоторых источниках он упоминается как Роберт Конюший (англ. Robert the Staller) Роберт сохранил своё положение при Гарольде II, но во время Нормандского завоевания Англии поддержал герцога Вильгельма Завоевателя, получив от него новые владения и должность шериф Эссекса. Согласно «Книге Страшного суда» его владения составляли 150 гайд в семи графствах (по большей части в Эссексе), что делало его десятым по богатству землевладельцем-мирянином в Англии из числа не имевших графский титул. Его сыном был Свейн Фиц-Роберт, унаследовавший все владения отца и также какое-то время занимавший должность шериф Эссекса. Он построил замок Рейли в Эссексе, поэтому его владения называют баронией Рейли.
Имя жены Свейна неизвестно, у него упоминается двое сыновей: Уильям и Роберт.

## Биография
О биографии Роберта известно мало. Он унаследовал отцовские владения в Эссексе с центром в замке Рейли. Имя Роберта впервые упоминается в хартии, датированной 1121 годом, в которой подтверждается пожертвование Робертом монастырю Льюис. Также его имя упомянуто в казначейском реестре 1130 года. Также Роберт вместе с женой Гуннорой сделали пожертвование в Тетфордский монастырь в Норфолке.
Роберт умер не ранее 1130 года, Сандерс относит его смерть к периоду между 1132 и 1140 годами. Жена Роберта, Гуннора, пережила мужа. От этого брака родилось, вероятно, минимум двое сыновей, из которых наиболее известен Генри де Эссекс.

## Брак и дети
Жена: Гуннора Биго, дочь сэра Роджера Биго и Аделизы де Тосни. Дети:
- (?) Роберт де Эссекс (ум. 1132/1140); жена: Аделиза де Вер (ок. 1105 — после 1185), дочь Обри де Вера II и Аделизы де Клер[К 2]; её вторым мужем был Роджер Фиц-Ричард (ум. до 1185), барон Уоркворта[6].
- Генри де Эссекс (ум. ок. 1170), барон Рейли в Эссексе ?—1163, королевский констебль в 1151—1163[6][9].
- (?) Гуннора[К 3][6].